# Чемпионат мира по спортивной гимнастике 1926
8-й Чемпионат мира по спортивной гимнастике прошёл в 1926 году в Лионе (Франция). Соревнования проводились только среди мужчин.

## Общий медальный зачёт
| Место | Страна       | Золото | Серебро | Бронза | Всего |
| ----- | ------------ | ------ | ------- | ------ | ----- |
| 1     | Чехословакия | 3      | 4       | 4      | 11    |
| 2     | Югославия    | 3      | 2       | 1      | 6     |
| 3     | Франция      | 0      | 0       | 1      | 1     |

## Медалисты

### Командное первенство
| Место | Команда | Очки |
| ----- | --- | ---- |
| 1     | Чехословакия · Йозеф Эффенбергер, Ян Гайдош, Ян Карафиат, Франтишек Пехацек, Ладислав Рисснер, Бедржих Шупчик, Ладислав Ваха, Вацлав Веселый | -    |
| 2     | Югославия · Стане Дерганц, Миха Освальд, Йосип Приможич, Леон Штукель, Петер Шуми, Срецко Срсен, Стане Видмар, Отон Зупан                    | -    |
| 3     | Франция · Франсуа Ганглофф, Марсель Горисс, Жан Гуно, Эрнест Ээб, Альфред Краусс, Арман Солбаш                                               | -    |

### Многоборье
| Место | Страна       | Спортсмен         | Очки    |
| ----- | ------------ | ----------------- | ------- |
| 1     | Югославия    | Петер Шуми        | 168,550 |
| 2     | Чехословакия | Йозеф Эффенбергер | 168,288 |
| 3     | Чехословакия | Ладислав Ваха     | 165,046 |

### Конь
| Место | Страна       | Спортсмен     | Очки |
| ----- | ------------ | ------------- | ---- |
| 1     | Чехословакия | Ян Карафиат   | -    |
| 2     | Чехословакия | Ян Гайдош     | -    |
| 3     | Чехословакия | Ладислав Ваха | -    |

### Кольца
| Место | Страна       | Спортсмен      | Очки |
| ----- | ------------ | -------------- | ---- |
| 1     | Югославия    | Леон Штукель   | -    |
| 2     | Чехословакия | Ладислав Ваха  | -    |
| 3     | Чехословакия | Бедржих Шупчик | -    |

### Брусья
| Место | Страна       | Спортсмен     | Очки |
| ----- | ------------ | ------------- | ---- |
| 1     | Чехословакия | Ладислав Ваха | -    |
| 2     | Чехословакия | Ян Гайдош     | -    |
| 3     | Югославия    | Леон Штукель  | -    |

### Перекладина
| Место | Страна       | Спортсмен      | Очки |
| ----- | ------------ | -------------- | ---- |
| 1     | Югославия    | Леон Штукель   | -    |
| 2     | Югославия    | Йосип Приможич | -    |
| 3     | Чехословакия | Ладислав Ваха  | -    |